# Sterling Beaumon
Sterling Martin Beaumon (San Diego, 2 giugno 1995) è un attore, modello e cantante statunitense conosciuto soprattutto per aver interpretato il ruolo di Max Doyle nel film del 2008 Mostly Ghostly - Fantasmagoriche avventure e del giovane Benjamin Linus nella serie televisiva della ABC , Lost. Successivamente ha recitato anche nelle serie Law & Order - Unità vittime speciali e Criminal Minds.

## Biografia e carriera
Sterling è nato a San Diego, California. Ha iniziato a recitare all'età di sei anni e ha fatto il suo debutto professionale nel ruolo all'età di sette anni in The Grapes of Wrath. Inoltre si è esibito alla Geffen Playhouse, apparendo in una produzione del dramma Erano tutti miei figli. Il suo lavoro comprende anche  oltre 40 stage di produzioni teatrali.
La prima apparizione di Sterling in uno spot televisivo fu a tredici anni quando apparve in un pubblicità della Disney Cruise Line. Da allora, è apparso in diversi spot pubblicitari nazionali, compresi quelli per le case automobilistiche, prodotti per piscine, videogiochi, cibo, telefonia, Movie Studios, Verizon e una campagna per ristoranti IHOP.
Tra i suoi lavori televisivi è da ricordare la sua recitazione in un episodio della serie della NBC, E.R. - Medici in prima linea, nel quale interpretava un ragazzo sofferente di un Ematoma subdurale. Altre serie televisive nelle quali ha recitato sono Bones, Scrubs - Medici ai primi ferri, Provaci ancora Gary, Cold Case - Delitti irrisolti e Crossing Jordan. Il suo ruolo più famoso è quello del giovane Benjamin Linus nella serie della ABC Lost.
Ha inoltre recitato nell'episodio "Anime malvagie" della serie Criminal Minds nel ruolo di Jeremy Sayer, un giovane serial killer che ha sterminato l'intera famiglia. Il ruolo venne scritto specificamente per Beaumon ed è stato ispirato dal personaggio interpretato in Lost. Ha interpretato nuovamente un killer in un episodio della serie Law & Order - Unità vittime speciali. 
Nel 2012 ha recitato accanto a Colin Firth, Emily Blunt e Anne Heche nel film Il mondo di Arthur Newman. Ha lavorato come doppiatore prestando la propria voce nella serie giapponese Gunsword e nel film Astro Boy. Sterling interpreta inoltre il ruolo di Gabriel Walraven nella serie della ABC Red Widow.

## Filmografia

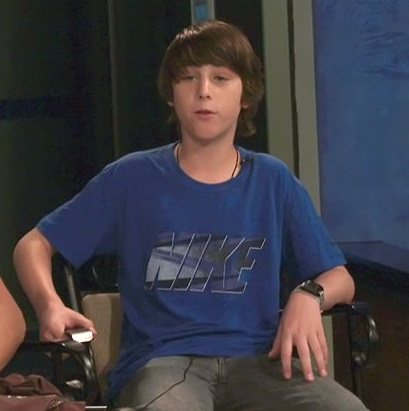
Beaumon nel 2008

### Cinema
- I Left Behind (2005) Cortometraggio
- Oblivion, Nebraska (2006)  Cortometraggio
- The Beast - cortometraggio (2007)
- Loaded, regia di Ryan Parrott (2007)
- R.L. Stine: I racconti del brivido - Fantasmagoriche avventure (Mostly Ghostly) (2008)
- Tutti insieme inevitabilmente (Four Christmases), regia di Seth Gordon (2008)
- Astro Boy, regia di David Bowers (2009) voce
- Spud (2009) Cortometraggio
- Astro Boy vs. The Junkyard Pirates (2010) Cortometraggio
- Sheltered (2010)
- Il mondo di Arthur Newman (Arthur Newman), regia di Dante Ariola (2012)
- Striscia ragazza striscia (Crawlspace), regia di David Schmoeller (2013)
- The Pretty One, regia di Jenée LaMarque (2013)
- Spinning Man, regia di Simon Kaijser (2018)
- Play Dead, regia di Patrick Lussier (2022)
- Your Lucky Day, regia di Daniel Brown (2023)

### Televisione
- Settimo cielo (7th Heaven) – serie TV, episodio "Il gioco dei "se"" (2005)
- Dr. House - Medical Division (House M.D.) – serie TV, episodio "Sotto accusa" (2005)
- Hellsing Ultimate – serie TV, episodio "Hellsing Ultimate, Vol. 1" (2006) - voce
- Crossing Jordan – serie TV, episodio "Morte accidentale" (2007) (non accreditato)
- Cold Case - Delitti irrisolti (Cold Case) – serie TV, episodio "Raggio di sole" (2007)
- In Case of Emergency - Amici per la pelle (In Case of Emergency) – serie TV, episodio "The Good, the Bad and the Mob" (2007)
- Heroes – serie TV, episodio "Fra cinque anni" (2007)
- Scrubs - Medici ai primi ferri (Scrubs) – serie TV, episodio "Le mie crescenti paure" (2007)
- E.R. - Medici in prima linea (ER) – serie TV, episodio "Frankenstein al pronto soccorso" (2008)
- Bones – serie TV, episodio "Genitori e figli" (2008)
- Lost – serie TV, 5 episodi (2007-2009)
- The Cleaner – serie TV, episodio "La tartaruga e la farfalla" (2009)
- Provaci ancora Gary (Gary Unmarried) – serie TV, episodio "Il sogno di Gary" (2009)
- Criminal Minds – serie TV, episodio "Anime malvagie" (2010)
- Law & Order - Unità vittime speciali (Law & Order: Special Victims Unit) – serie TV, episodio "Criminale" (2011)
- Kickin' It - A colpi di karate (Kickin' It) – serie TV, episodio "Rudy scatenato" (2011)
- Clue – serie TV, 5 episodi (2011)
- CSI - Scena del crimine (CSI: Crime Scene Investigation) – serie TV, episodio "Compagni d'armi" (2011)
- Red Widow – serie TV, 8 episodi (2013)
- The Killing – serie TV, 6 episodi (2014)
- Powers – serie TV, 1 episodio (2015)
- Longmire – serie TV, 2 episodi (2016)
- Il marito che non ho mai conosciuto, regia di Ross Kohn – film TV (2017)
- Law & Order True Crime – serie TV, 5 episodi (2017)
- S.W.A.T. – serie TV, 2 episodi (2019-2020)

## Discografia

### Singoli
- 2011: Firing Blind

### EPs
- 2010: Step Back to Reality

## Doppiatori italiani
Nelle versioni in italiano delle opere in cui ha recitato, Sterling Beaumon è stato doppiato da:
- Manuel Meli in Lost, Red Widow, Criminal Minds, The Killing
- Francesco Venditti in The Killing
- Arturo Valli in Astro Boy
- Simone Veltroni in The Pretty One